# 7e division blindée (États-Unis)

Insigne de la 7e division blindée US.

La 7e division blindée US (surnommée Lucky Seventh) était une division blindée de l'armée de terre des États-Unis pendant la Seconde Guerre mondiale.

## Historique

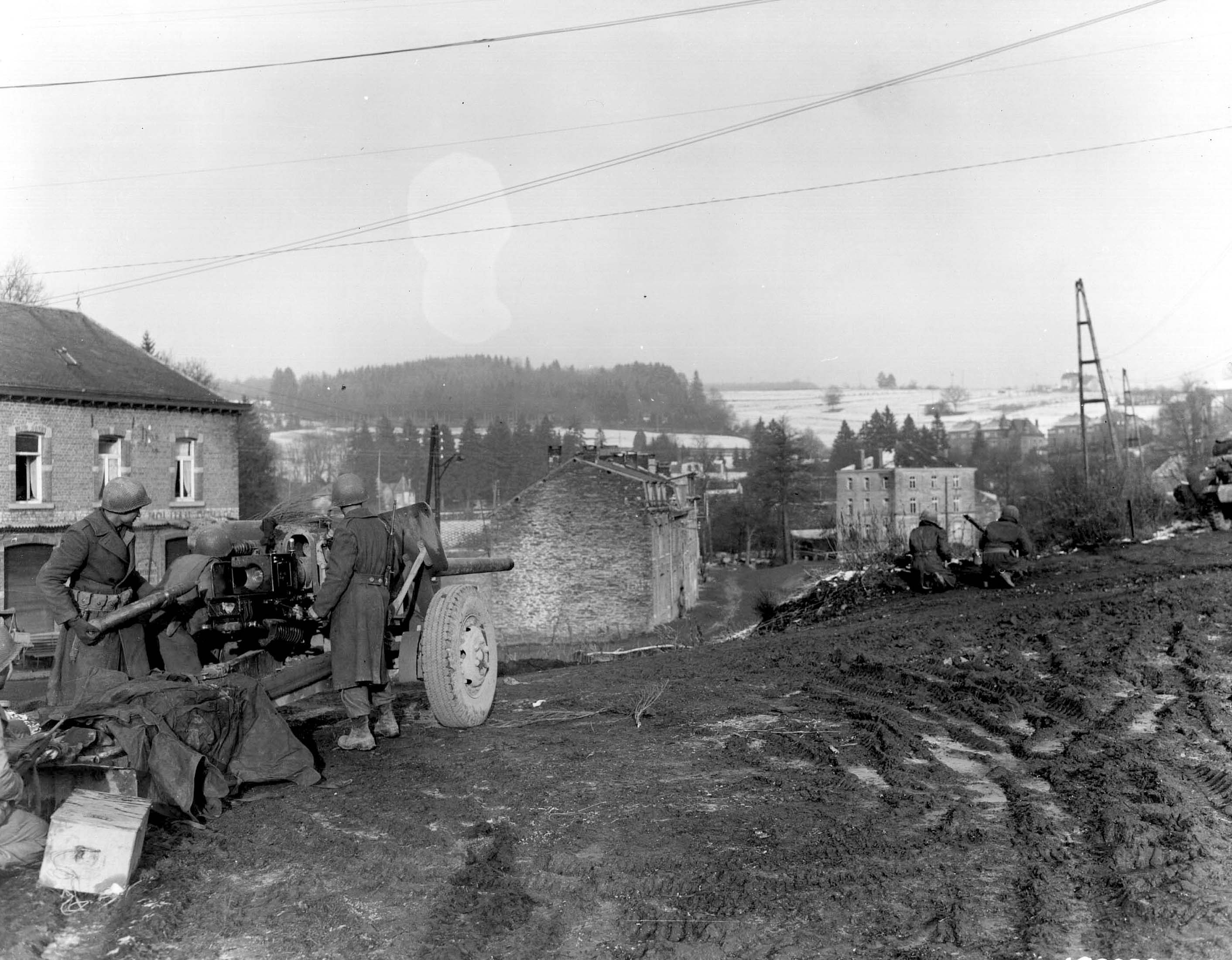
Canon anti-char de la 7e division blindée US près de Vielsalm (Belgique) pendant la bataille des Ardennes

Créée en 1942, Lucky Seventh participa notamment à la bataille des Ardennes (Saint-Vith) en 1944 avant d'être dissoute puis être brièvement réactivée pendant la guerre de Corée (1950-1953).
Les membres de la division se virent notamment décerner 1 047 Meritorious Service Medal, 1 211 Purple Heart, 888 Bronze Star Medal, 351 Silver Star et 9 Distinguished Service Cross.
Elle détruisit au total 621 blindés ennemis, 583 pièces d'artillerie et fit prisonniers 113 041 allemands lors de la Libération.
Elle débarque en août 1944 en Normandie et se lance vers Chartres. Durant la Bataille de France, elle livra de nombreux et meurtriers combats. 
Elle est dissoute en 1945, puis recréée en 1950 lors de la guerre de Corée et de nouveau dissoute en 1953.

## Composition
- Headquarters Company
- Command Combat A
- Command Combat B
- Reserve Command
- 17th Tank Battalion
- 31th Tank Battalion
- 40th Tank Battalion
- 23th Armored Infantry Battailon
- 38th Armored Infantry Battailon
- 48th Armored Infantry Battailon
- 87th Cavalry Reconnaissance Squadron (Mechanized)
- 33rd Armored Engineer Battalion
- 147th Armored Signal Company
- 434th Armored Field Artillery Battailon
- 440th Armored Field Artillery Battailon
- 489th Armored Field Artillery Battailon
- 129th Ordnance Maintenance Battalion

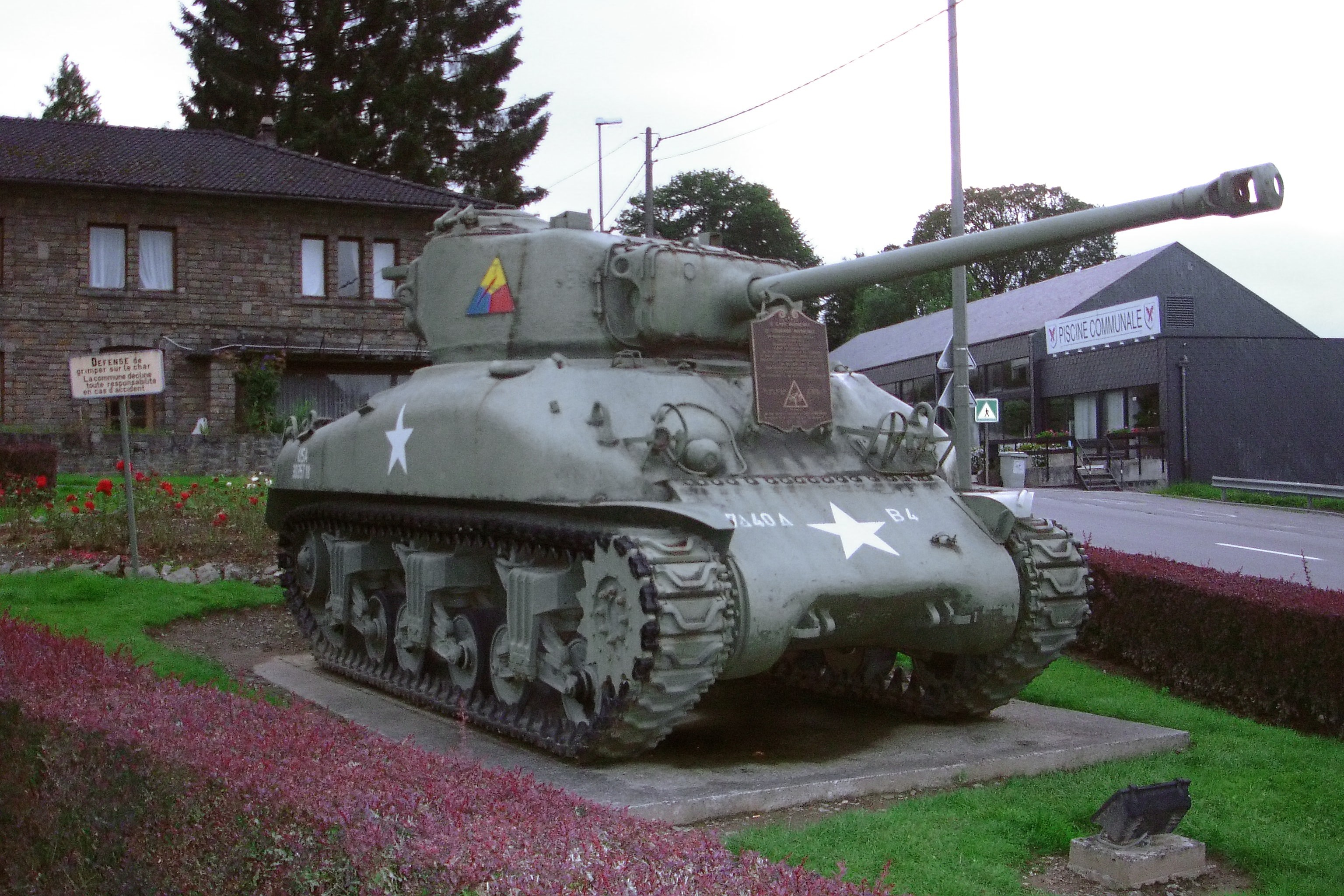
Char Sherman M4A1 de la 7e Division Blindée US à Vielsalm (Belgique).

- 77th Armored Medical Battalion
- Military Police Platoon
- Band

## Commandants
- Maj. Général Lindsay M Silverster : 13 juin 1944
- Brig. Général Robert W Hasbrouck : 1er novembre 1944 (Il sera nommé Maj. Général le 4 janvier 1944)
- Brig. Général Truman E. Boudinot : septembre 44
- Maj. Général Robert Sink : février 1953 à novembre 1953